# Akt (fredlös)
Akt (tyska: Acht) är en genom dom fastställd fredlöshet, som enligt germansk rätt uteslöt den dömde från rättsväsendet. 
Den som var förklarad i akt stod därefter utanför lagens skydd och den fredlöse kunde och skulle, såsom fiende till folket, förföljas och kunde dödas utan straffpåföljd. Hans hustru ansågs vara änka och barnen faderlösa. Den fredlöse fick inte erbjudas hjälp, mat eller tak över huvudet, hans egendom gavs till kungen eller samfundet och hans hus och gård brändes.
Efterhand mildrades fredlöshetens stränga natur, och under den frankiska tiden uppstod några mildare akter, som blev processuella tvångsmedel. Kungen utfärdade en lindrigare akt över den, som utan laga skäl inte fullgjorde en dom eller uteblev från att svara vid rätten. Skedde detta inte inom ett år, drabbades han av en strängare akt, som medförde full fredlöshet.
Ett senare slags av akt, som var den frankiska rätten främmande, och som under namn av riksakt (Reichsacht) medförde verkningar över hela tyska riket, hade kejsaren rätt att tillämpa för politiska förbrytelser mot riket. År 1706 avkunnades den sista riksakten över kurfursten av Bayern Maximilian II Emanuel och hans bror.